# 匙苞姜
匙苞姜（学名：Zingiber cochleariforme）为薑科薑属下的一个种。